# Herrljunga kommun
58°05′N 13°02′Ø / 58.083°N 13.033°Ø
Herrljunga kommune ligger i det svenske län Västra Götalands län i landskapet Västergötland. Kommunens administrationscenter ligger i byen Herrljunga.
Kommunen grænser til Vara kommun, Falköpings kommun, Ulricehamns kommun, Borås kommun og Vårgårda kommun. Åen Nossan løber gennem kommunen og byen.

## Byer
Herrljunga kommune har fire byer

indbyggere pr. 31. december 2005.
| #  | By         | Indbyggere |
| -- | ---------- | ---------- |
| 1. | Herrljunga | 3 746      |
| 2. | Ljung      | 727        |
| 3. | Annelund   | 503        |
| 4. | Fåglavik*  | 176        |

- En mindre del af byen ligger i Vara kommun

- Wikimedia Commons har flere filer relateret til Herrljunga kommun